# Modular Digital Multitrack
MDM son las siglas en inglés de Modular
Digital Multitrack, en español, Multipista digital modular.
También es el acrónimo para Master Data Management o Gestión de datos maestros, término informático para definir la gestión de los datos maestros de las empresas. De forma que ofrezcan una visión única de la información estratégica de las empresas.
Los MDM son formato que utilizan una cinta magnética de vídeo (Hi8 o S-VHS), para la grabación digital multipista de audio. 
Son sistemas MDM: 
- ADAT.
- DA-88.
- DTRS.

Estos formatos tienen tres aspectos idénticos:
1. Frecuencia de muestreo: 44,1 kHz o 48 kHz.
2. Respuesta en frecuencia: 20 a 20.000 Hz.
3. Rango dinámico: 90 a 92 dB

Se diferencian en:
1. El tipo de cinta de VTR que utilizan.
2. En el número de pistas máximas que ofrecen.
3. En la resolución.

## ADAT
El ADAT, utilizando una cinta S-VHS convencional, permite grabar hasta 8 pistas con una resolución de 16 bits.

## DA-88
El DA-88, utilizando una cinta Hi8 convencional, permite grabar hasta 8 pistas con una resolución de 16 bits.

## DTRS
El DTRS, utilizando una cinta Hi8 convencional, permite grabar hasta 8 pistas con una resolución de 16 bits o 24 bits, utilizando una frecuencia de muestreo de 44’1 kHz o de 48 kHz.

## Tabla comparación ADAT, DTRS y DA88
| Formato              | DTRS           | DA88           | ADAT           |
| Cinta                | Hi8            | Hi8            | S-VHS          |
| Nº máximo de pistas  | 8              | 4              | 8              |
| Resolución (en bits) | 16, 24         | 16             | 16             |
| Frec. muestreo       | 44,1 / 48 kHz  | 44,1 / 48 kHz  | 44,1 / 48 kHz  |
| Rango dinámico       | 90 dB          | 92 dB          | 90 dB          |
| Respuesta en frec.   | 20 Hz - 20 kHz | 20 Hz - 20 kHz | 20 Hz - 20 kHz |

## Antecedentes
Los primeros formatos de audio digital ya habían utilizado magnetoscopios de vídeo para grabar señal digital de audio.
En los inicios de la grabación digital de audio, a finales de la década de 1970 y principio de la de 1980, cuando aún no existían los soportes informáticos para audio, la cinta magnética de vídeo fue utilizada para la grabación y edición de sonido en forma digital.
Cualquier magnetófono no podía grabar audio digital, porque se requería un gran ancho de banda y los magnetófonos analógicos convencionales solo llegaban, a lo sumo, a 35 kHz.
Por ello, los primeros magnetófonos digitales fueron grabadores de vídeo, pues la imagen contiene un ancho de banda mayor que el audio. Estos grabadores no eran de uso profesional, sino que fueron readaptados con el fin de que pudieran convertir el audio digital en señal de televisión susceptible de ser grabada en una cinta convencional para VTR.
El pionero de estos sistemas fue el PCM, lanzado en 1971 por las firmas japonesas Denon y NHK. A éste le siguió el PCM F1 de Sony. El PCM F1 permitía grabar sonido estéreo a 16 bits de resolución utilizando una frecuencia de muestreo de 44,1 kHz. La novedad es que se trataba de un “simple” vídeo doméstico, lo que permitió abaratar el coste del equipo y encontrar mayor cuota de mercado. Un simple aficionado ya podía realizar sus propias grabaciones digitales domésticas.
Incluso, con el CD como dueño absoluto del panórama digital, durante mucho tiempo, los masters para la creación de estos discos compactos se realizaron utilizando unos magnetófonos Umatic adaptados para grabar audio digital. Se trataba de los modelos PC-1610 y PC-1630 comercializados por la casa Sony. 
Como el PCM-F1, estos equipos Umatic permitían grabar sonido estéreo a 16 bits con una frecuencia de muestreo de 44,1 kHz. Lo revolucionario de estos modelos era que permitían grabar hasta 75 minutos de audio digital.
- Datos: Q6020430